# ساندي فالي
ساندي فالي (بالإنجليزية: Sandy Valley)‏ هو تجمع غير مدخل في وادي ميسكيت في غرب وسط مقاطعة كلارك في ولاية نيفادا الأمريكية.  وقد تسمى المدينة باسم ساندي فقط.  بلغ عدد السكان 2,051 نسمة في لتعداد عام 2010. يحد ساندي فالي الامتداد الجنوبي لجبال سبرينغ من الشرق وحدود ولاية كاليفورنيا من الغرب. أنشئ التجمع في القرن التاسع عشر ضمن خمس تجمعات للمنقبين وهي كينغستون، ساندي، ريبلي، ميسكيت، بلاتينا. وتبعد ما يقرب من خمسة وأربعين ميلا بالسيارة من لاس فيغاس.
مطار سكاي رانش إستاتس (تعريف فا: 3L2)، هو موقع الطيران العام المحلي. 